# エッシェンモーザー塩
エッシェンモーザー塩(Eschenmoser's salt)またはヨウ化ジメチルメチリデンアンモニウム(dimethylmethylideneammonium iodide)は、RCH2N(CH3)2型の誘導体を作るために用いられる、強力なジメチルアミノメチル化剤である。エノラート、シリルエノールエーテル、さらに酸性のケトンまでを効率的にジメチルアミノメチル化することができる。このような第三級アミンができると、さらにメチル化されて、塩基による脱離反応を受け、メチル化されたケトンになってしまう。塩は、名前の由来にもなったスイスの有機化学者アルバート・エッシェンモーザーが初めて作成した。